# Scotland's Malt Whisky Trail
Malt Whisky Trail er en tur i Speyside, Skotland, der består af otte maltwhisky destillerier og en bødker. Syv af de otte destillerier er stadig i drift, mens Dallas Dhu distillery er et historiske destilleri. Malt Whisky Trail er en lokal turistrute, der markedsføre områdets whisky-relaterede kulturarv.
Over halvdelen af Skotlands whiskydestillerier ligger i Speyside, og ikke alle er åbne for offentligheden. Ruten består af følgende Speyside single malt-destillerier.
- Benromach
- Cardhu
- Dallas Dhu
- Glen Grant
- Glen Moray
- Glenfiddich
- Glenlivet
- Speyside Cooperage
- Strathisla